# Paulo da Gama
Paulo da Gama (Olivença, Regne de Portugal, ca. 1465 - Angra do Heroísmo, Açores, juny o juliol de 1499) fou un mariner i explorador portuguès.
Germà gran de l'explorador Vasco da Gama, i comandant de la São Rafael en el viatge que acompanyant son germà va permetre obrir una nova ruta marítima cap a l'Índia. Va morir en el viatge de tornada, sent enterrat a l'illa Terceira, a les Açores, a l'Església de la Mare de Déu de la Guia del Convent de Sant Francesc d'Angra. Aquesta mort va fer que Vasco da Gama arribés més tard a Lisboa i no participés de les celebracions de la descoberta.
El São Rafael havia estat cremat durant el viatge de tornada per no estar en condicions de navegar i la poca disponibilitat de tripulants.